# Eredivisie de 2023–24
A Eredivisie de 2023–24 foi a 68ª edição da principal divisão do futebol holandês e também a 135ª do Campeonato Holandês de Futebol. A temporada se iniciou em 11 de agosto de 2023 e terminou em 19 de maio de 2024.
Como a Holanda subiu do sétimo para o sexto lugar no Coeficiente UEFA no final da temporada 2022–23, as três equipes mais bem classificadas agora podem se classificar para a Liga dos Campeões da UEFA (os campeões e vice-campeões entraram diretamente na fase de liga e o terceiro classificado entrará na terceira pré-eliminatória). O quarto classificado qualificar para a segunda pré-eliminatória da Liga Europa da UEFA, enquanto o quinto ao oitavo classificado qualificou-se para o "play-off" das competições europeias.
O PSV Eindhoven foi o campeão da competição com duas rodadas de antecedência, teve seu título confirmado após ganhar do Sparta Rotterdam em casa por 4–2 na 32ª rodada, conquistando seu vigésimo quinto título do Campeonato Holandês após cinco temporadas sem ganhar a competição.

## Regulamento

### Sistema de disputa
A Eredivisie de 2023–24 é disputada por dezoito clubes em fase única, turno e returno, no sistema de pontos corridos. Não há campeões por turnos, sendo declarado campeão holandês o time que obtiver o maior número de pontos após as 34 rodadas. Sobre o rebaixamento: os dois piores pontuadores caem direto para a Segunda Divisão ("Eerste Divisie"). O 16º colocado e seis times da Segundona disputarão uma série de "playoffs" para saber quem jogará na elite na próxima temporada.

### Critérios de desempate
Caso haja empate de pontos entre dois clubes, os critérios de desempates serão aplicados na seguinte ordem:
1. Saldo de gols
2. Gols marcados
3. Pontos no confronto direto
4. Saldo de gols no confronto direto
5. Gols marcados no confronto direto
6. Jogo de desempate (apenas para decidir o campeão, rebaixados e qualificados para a Liga Europa, caso contrário, teremos um sorteio)
7. Disputa por pênaltis (em caso de empate no tempo normal do jogo de desempate)

### Vagas em outras competições
A Eredivisie concede três vagas para a Liga dos Campeões de 2024–25 e uma para a Liga Europa da UEFA e também para a Liga Conferência Europa de 2024–25, divididas da seguinte forma:
| Posição | Qualificação para                                                                           |
| ------- | ------------------------------------------------------------------------------------------- |
| 1 – 2   | Fase de liga da Liga dos Campeões de 2024–25                                                |
| 3       | 3ª rodada de qualificação da Liga dos Campeões de 2024–25                                   |
| 4       | 2ª rodada de qualificação da Liga Europa de 2024–25                                         |
| 5 – 8   | Play-offs para uma vaga na 2ª rodada de qualificação da Liga Conferência da UEFA de 2024–25 |

## Participantes

### Promovidos e rebaixados
| Pos. | Rebaixados da Eredivisie de 2022–23 |
| ---- | ----------------------------------- |
| 18°  | Emmen                               |
| 19°  | Groningen                           |
| 20°  | Cambuur                             |

| Pos. | Promovidos da Eerste Divisie de 2022–23 |
| ---- | --------------------------------------- |
| 1º   | Heracles Almelo                         |
| 2º   | Zwolle                                  |
| 3º   | Almere City (Play-offs)                 |

### Informações dos clubes
| Equipe           | Cidade         | Estádio (mando)            | Títulos (último)       |
| ---------------- | -------------- | -------------------------- | ---------------------- |
| Almere City      | Almere         | Yanmar Stadion             | 0 (nenhum)             |
| Ajax             | Amsterdã       | Johan Cruijff ArenA        | 35 (último em 2021–22) |
| AZ Alkmaar       | Alkmaar        | AFAS Stadion               | 2 (último em 2008–09)  |
| Excelsior        | Rotterdã       | Estádio Van Donge & De Roo | 0 (nenhum)             |
| Feyenoord        | Rotterdã       | De Kuip                    | 16 (atual-campeão)     |
| Fortuna Sittard  | Sittard-Geleen | Fortuna Sittard Stadion    | 0 (nenhum)             |
| Go Ahead Eagles  | Deventer       | De Adelaarshorst           | 4 (último em 1932-33)  |
| Heerenveen       | Heerenveen     | Abe Lenstra Stadion        | 0 (nenhum)             |
| Heracles Almelo  | Almelo         | Polman Stadion             | 0 (nenhum)             |
| NEC              | Nijmegen       | Goffertstadion             | 0 (nenhum)             |
| Zwolle           | Zwolle         | IJsseldeltastadion         | 0 (nenhum)             |
| PSV Eindhoven    | Eindhoven      | Philips Stadion            | 24 (último em 2017–18) |
| RKC Waalwijk     | Waalwijk       | Mandemakers Stadion        | 0 (nenhum)             |
| Sparta Rotterdam | Rotterdã       | Het Kasteel                | 6 (último em 1958–59)  |
| Twente           | Enschede       | De Grolsch Veste           | 1 (último em 2009–10)  |
| Utrecht          | Utrecht        | Stadion Galgenwaard        | 0 (nenhum)             |
| Vitesse          | Arnhem         | GelreDome                  | 0 (nenhum)             |
| Volendam         | Volendam       | Krass Stadion              | 0 (nenhum)             |

## Classificação
| Pos | Equipe            | Pts | J  | V  | E  | D  | GP  | GC | SG  | Classificação ou descenso                                                                     |
| --- | ----------------- | --- | -- | -- | -- | -- | --- | -- | --- | --------------------------------------------------------------------------------------------- |
| 1   | PSV Eindhoven (C) | 91  | 34 | 29 | 4  | 1  | 111 | 21 | +90 | Fase de liga da Liga dos Campeões da UEFA de 2024–25                                          |
| 2   | Feyenoord         | 84  | 34 | 26 | 6  | 2  | 92  | 26 | +66 | Fase de liga da Liga dos Campeões da UEFA de 2024–25                                          |
| 3   | Twente            | 69  | 34 | 21 | 6  | 7  | 69  | 36 | +33 | 3ª. Pré-eliminatória da Liga dos Campeões da UEFA de 2024–25                                  |
| 4   | AZ Alkmaar        | 65  | 34 | 19 | 8  | 7  | 70  | 39 | +31 | Fase de liga da Liga Europa da UEFA de 2024–25                                                |
| 5   | Ajax              | 56  | 34 | 15 | 11 | 8  | 74  | 61 | +13 | 2ª. Pré-eliminatória da Liga Europa da UEFA de 2024–25                                        |
| 6   | NEC Nijmegen      | 53  | 34 | 14 | 11 | 9  | 68  | 51 | +17 | Play-offs Liga Conferência                                                                    |
| 7   | Utrecht           | 50  | 34 | 13 | 11 | 10 | 48  | 46 | +2  | Play-offs Liga Conferência                                                                    |
| 8   | Sparta Rotterdam  | 49  | 34 | 14 | 7  | 13 | 52  | 49 | +3  | Play-offs Liga Conferência                                                                    |
| 9   | Go Ahead Eagles   | 46  | 34 | 12 | 10 | 12 | 47  | 46 | +1  | Vencedor dos Play-offs e vaga para 3ª pré-eliminatória da Liga Conferência da UEFA de 2024–25 |
| 10  | Fortuna Sittard   | 38  | 34 | 9  | 11 | 14 | 37  | 56 | −19 |                                                                                               |
| 11  | Heerenveen        | 37  | 34 | 10 | 7  | 17 | 53  | 70 | −17 |                                                                                               |
| 12  | Zwolle            | 36  | 34 | 9  | 9  | 16 | 45  | 67 | −22 |                                                                                               |
| 13  | Almere City       | 34  | 34 | 7  | 13 | 14 | 33  | 59 | −26 |                                                                                               |
| 14  | Heracles Almelo   | 33  | 34 | 9  | 6  | 19 | 41  | 74 | −33 |                                                                                               |
| 15  | RKC Waalwijk      | 29  | 34 | 7  | 8  | 19 | 38  | 56 | −18 |                                                                                               |
| 16  | Excelsior         | 29  | 34 | 6  | 11 | 17 | 50  | 73 | −23 | Play-offs de Rebaixamento                                                                     |
| 17  | Volendam          | 19  | 34 | 4  | 7  | 23 | 34  | 88 | −54 | Zona de rebaixamento à Eerste Divisie de 2024–25                                              |
| 18  | Vitesse           | 6   | 34 | 6  | 6  | 22 | 30  | 74 | −44 | Zona de rebaixamento à Eerste Divisie de 2024–25                                              |

1. ↑  O Feyenoord se classificou para a Liga Europa da UEFA graças ao título da Copa KNVB de 2023–24, mas o clube terminou entres os três primeiros colocados, com base na posição da liga, a vaga é repassada para o clube com a melhor colocação, o quarto colocado.
2. ↑  O Vitesse foi punido pela perda de dezoito pontos por quebrar os requisitos de licença estabelecidos pela Real Associação Neerlandesa de Futebol (KNVB).[4]

## Confrontos
| Mandante \ Visitante | AJA | ALM | AZ  | EXC | FEY | FOR | GAE | HEE | HER | NEC | PEC | PSV | RKC | SPA | TWE | UTR | VIT | VOL |
| -------------------- | --- | --- | --- | --- | --- | --- | --- | --- | --- | --- | --- | --- | --- | --- | --- | --- | --- | --- |
| Ajax                 | —   | 3–0 | 1–2 | 2–2 | 0–4 | 2–2 | 1–1 | 4–1 | 4–1 | 2–2 | 2–2 | 1–1 | 4–1 | 2–1 | 2–1 | 2–0 | 5–0 | 2–0 |
| Almere City          | 2–2 | —   | 0–0 | 2–1 | 0–2 | 0–0 | 0–0 | 1–1 | 0–5 | 1–4 | 1–2 | 0–4 | 1–0 | 2–3 | 1–4 | 1–1 | 5–0 | 1–1 |
| AZ Alkmaar           | 2–0 | 4–1 | —   | 4–0 | 0–1 | 4–0 | 5–1 | 3–0 | 1–1 | 1–2 | 2–2 | 0–4 | 3–2 | 2–0 | 2–1 |     | 2–0 | 3–0 |
| Excelsior            | 2–2 | 0–0 | 1–1 | —   | 2–4 | 2–2 | 1–1 | 3–0 | 4–0 | 0–2 | 2–4 | 0–2 | 1–1 | 2–1 | 0–3 | 1–1 | 1–2 | 4–0 |
| Feyenoord            | 6–0 | 6–1 | 1–0 | 4–0 | —   | 0–0 | 3–1 | 6–1 | 3–0 | 2–2 | 5–0 | 1–2 | 1–0 | 2–0 | 0–0 | 4–2 | 4–0 | 3–1 |
| Fortuna Sittard      | 0–0 | 2–1 | 1–2 | 5–2 | 0–1 | —   | 0–0 | 3–3 | 4–1 | 1–1 | 3–1 | 1–1 | 1–0 | 0–2 | 0–3 | 0–0 | 3–1 | 3–1 |
| Go Ahead Eagles      | 2–3 | 1–1 | 0–3 | 3–0 | 1–3 | 3–0 | —   | 3–2 | 4–0 | 2–2 | 1–1 | 0–1 | 1–0 | 0–0 | 1–3 | 0–2 | 5–1 | 4–1 |
| Heerenveen           | 3–2 | 3–0 | 2–2 | 0–3 | 2–3 | 3–0 | 0–2 | —   | 3–0 | 1–1 | 2–0 | 0–8 | 3–1 | 1–3 | 3–3 | 2–3 | 1–3 | 1–2 |
| Heracles Almelo      | 2–4 | 2–2 | 5–0 | 3–1 | 0–4 | 0–0 | 2–0 | 0–2 | —   | 2–1 | 2–1 | 0–6 | 0–5 | 0–1 | 2–2 | 1–3 | 3–2 | 1–1 |
| NEC Nijmegen         | 1–2 | 1–1 | 0–3 | 3–2 | 2–3 | 4–1 | 1–1 | 2–0 | 3–1 | —   | 2–2 | 3–1 | 3–0 | 2–0 | 1–0 | 3–0 | 1–3 | 3–3 |
| Zwolle               | 1–3 | 0–1 | 0–3 | 2–1 | 0–2 | 2–0 | 1–1 | 2–2 | 3–1 | 1–3 | —   | 1–7 | 1–2 | 1–2 | 1–2 | 1–0 | 1–0 | 1–1 |
| PSV Eindhoven        | 5–2 | 2–0 | 5–1 | 3–1 | 2–2 | 3–1 | 3–0 | 2–0 | 2–0 | 4–0 | 4–0 | —   | 3–1 | 4–2 | 1–0 | 2–0 | 6–0 | 3–1 |
| RKC Waalwijk         | 2–3 | 0–0 | 1–3 | 2–2 | 1–2 | 0–1 | 0–1 | 1–1 | 1–2 | 2–0 | 1–1 | 0–4 | —   | 1–1 | 1–0 | 2–2 | 3–1 | 2–1 |
| Sparta Rotterdam     | 2–2 | 1–2 | 1–1 | 4–2 | 2–2 | 4–0 | 0–2 | 2–1 | 1–2 | 1–1 | 0–2 | 0–4 | 2–0 | —   | 2–2 | 1–2 | 1–0 | 1–0 |
| Twente               | 3–1 | 3–1 | 2–1 | 4–2 | 2–1 | 2–0 | 3–0 | 1–0 | 1–0 | 3–3 | 3–1 | 0–3 | 3–0 | 2–1 | —   | 0–1 | 1–0 | 7–2 |
| Utrecht              | 4–3 | 0–2 | 1–1 | 2–2 | 1–5 | 4–0 | 2–1 | 0–2 | 1–0 | 1–0 | 5–1 | 1–1 | 1–1 | 0–1 | 1–1 | —   | 1–0 | 4–2 |
| Vitesse              | 2–2 | 1–1 | 0–2 | 0–0 | 1–2 | 3–2 | 0–2 | 1–3 | 2–0 | 0–3 | 1–1 | 1–3 | 0–2 | 1–4 | 1–2 | 0–0 | —   | 1–1 |
| Volendam             | 1–4 | 0–1 | 0–4 | 3–1 | 0–0 | 0–1 | 1–2 | 0–4 | 2–2 | 2–5 | 0–5 | 1–5 | 3–2 | 1–4 | 0–2 | 1–0 | 1–2 | —   |

## Premiação
| Campeonato Neerlandês de Futebol de 2023–24 Eredivisie de 2023–24 |
| Bandeira de Brabante do Norte                                     |
| ----------------------------------------------------------------- |
| PSV Campeão (25° título)                                          |

## Play-offs

### Liga Conferência
Os 4 times melhores classificados na temporada que não garantiram vagas em torneios internacionais disputaram entre si, em sistema mata-mata, uma vaga para a terceira pré-eliminatória da Liga Conferência da UEFA de 2024–25.
|  | Semifinais | Semifinais       | Semifinais            |                       |         | Final   | Final | Final |  |
|  |            |                  |                       |                       |         |         |       |       |  |
|  | 6          | NEC Nijmegen     | 1                     |                       |         |         |       |       |  |
|  | 6          | NEC Nijmegen     | 1                     |                       |         |         |       |       |  |
|  | 9          | Go Ahead Eagles  | 2                     |                       |         |         |       |       |  |
|  | 9          | Go Ahead Eagles  | 2                     |                       | Utrecht | Utrecht | 1     |       |  |
|  |            |                  |                       |                       | Utrecht | Utrecht | 1     |       |  |
|  |            |                  | Go Ahead Eagles (pro) | Go Ahead Eagles (pro) | 2       |         |       |       |  |
|  | 7          | Utrecht          | Go Ahead Eagles (pro) | Go Ahead Eagles (pro) | 2       | 3       |       |       |  |
|  | 7          | Utrecht          |                       |                       |         |         |       |       |  |
|  | 8          | Sparta Rotterdam | 1                     |                       |         |         |       |       |  |

### Rebaixamento/Promoção
O time que terminar em 16º lugar no torneio disputou a permanência na primeira divisão com outros 6 clubes provenientes da segunda divisão. Essas equipes são as 6 melhores da temporada excluindo o top 2, pois são promovidos diretamente. 
|  | Quartas de final | Quartas de final | Quartas de final | Quartas de final |   |           | Semifinais      | Semifinais      | Semifinais      | Semifinais      |  |           | Final                   | Final                   | Final                   | Final                   |  |  |
|  | 14 a 18 de maio  | 14 a 18 de maio  | 14 a 18 de maio  | 14 a 18 de maio  |   |           | 21 a 25 de maio | 21 a 25 de maio | 21 a 25 de maio | 21 a 25 de maio |  |           | 28 de maio a 2 de junho | 28 de maio a 2 de junho | 28 de maio a 2 de junho | 28 de maio a 2 de junho |  |  |
|  |                  |                  |                  |                  |   |           |                 |                 |                 |                 |  |           |                         |                         |                         |                         |  |  |
|  | Excelsior        | –                | –                | –                |   |           |                 |                 |                 |                 |  |           |                         |                         |                         |                         |  |  |
|  | —                | –                | –                | –                |   |           |                 |                 |                 |                 |  |           |                         |                         |                         |                         |  |  |
|  | —                | –                | –                | –                |   | Excelsior | 2               | 7               | 9               |                 |  |           |                         |                         |                         |                         |  |  |
|  |                  |                  |                  |                  |   | Excelsior | 2               | 7               | 9               |                 |  |           |                         |                         |                         |                         |  |  |
|  |                  | ADO Den Haag     | 1                | 1                | 2 |           |                 |                 |                 |                 |  |           |                         |                         |                         |                         |  |  |
|  | ADO Den Haag     | ADO Den Haag     | 1                | 1                | 2 | 3         | 2               | 5               |                 |                 |  |           |                         |                         |                         |                         |  |  |
|  | ADO Den Haag     |                  |                  |                  |   | 3         | 2               | 5               |                 |                 |  |           |                         |                         |                         |                         |  |  |
|  | De Graafschap    | 2                | 2                | 4                |   |           |                 |                 |                 |                 |  |           |                         |                         |                         |                         |  |  |
|  | De Graafschap    | 2                | 2                | 4                |   |           |                 |                 |                 |                 |  | Excelsior | 2                       | 4                       | 6                       |                         |  |  |
|  |                  |                  |                  |                  |   |           |                 |                 |                 |                 |  | Excelsior | 2                       | 4                       | 6                       |                         |  |  |
|  |                  | NAC Breda        | 6                | 1                | 7 |           |                 |                 |                 |                 |  |           |                         |                         |                         |                         |  |  |
|  | Dordrecht        | NAC Breda        | 6                | 1                | 7 | 2         | 0               | 2               |                 |                 |  |           |                         |                         |                         |                         |  |  |
|  | Dordrecht        |                  |                  |                  |   | 2         | 0               | 2               |                 |                 |  |           |                         |                         |                         |                         |  |  |
|  | Emmen            | 2                | 1                | 3                |   |           |                 |                 |                 |                 |  |           |                         |                         |                         |                         |  |  |
|  | Emmen            | 2                | 1                | 3                |   | Emmen     | 1               | 0               | 1               |                 |  |           |                         |                         |                         |                         |  |  |
|  |                  |                  |                  |                  |   | Emmen     | 1               | 0               | 1               |                 |  |           |                         |                         |                         |                         |  |  |
|  |                  | NAC Breda        | 1                | 3                | 4 |           |                 |                 |                 |                 |  |           |                         |                         |                         |                         |  |  |
|  | Roda JC          | NAC Breda        | 1                | 3                | 4 | 1         | 0               | 1               |                 |                 |  |           |                         |                         |                         |                         |  |  |
|  | Roda JC          |                  |                  |                  |   | 1         | 0               | 1               |                 |                 |  |           |                         |                         |                         |                         |  |  |
|  | NAC Breda        | 3                | 5                | 8                |   |           |                 |                 |                 |                 |  |           |                         |                         |                         |                         |  |  |

## Estatísticas
Atualizado em 19 de maio de 2024.
| \| Pos. \| Jogador \| Equipe \| Gols \| \| ---- \| --------------------- \| ---------------- \| ---- \| \| 1 \| Luuk de Jong \| PSV Eindhoven \| 19 \| \| 1 \| Vangelis Pavlidis \| AZ Alkmaar \| 19 \| \| 3 \| Santiago Giménez \| Feyenoord \| 23 \| \| 4 \| Brian Brobbey \| Ajax \| 18 \| \| 5 \| Sem Steijn \| Twente \| 17 \| \| 6 \| Ricky van Wolfswinkel \| Twente \| 16 \| \| 7 \| Lennart Thy \| Zwolle \| 13 \| \| 8 \| Kaj Sierhuis \| Fortuna Sittard \| 12 \| \| 8 \| Johan Bakayoko \| PSV Eindhoven \| 12 \| \| 8 \| Steven Bergwijn \| Ajax \| 12 \| \| 8 \| Tobias Lauritsen \| Sparta Rotterdam \| 12 \| |                       |                  |      |
| Pos. | Jogador               | Equipe           | Gols |
| 1 | Luuk de Jong          | PSV Eindhoven    | 19   |
| 1 | Vangelis Pavlidis     | AZ Alkmaar       | 19   |
| 3 | Santiago Giménez      | Feyenoord        | 23   |
| 4 | Brian Brobbey         | Ajax             | 18   |
| 5 | Sem Steijn            | Twente           | 17   |
| 6 | Ricky van Wolfswinkel | Twente           | 16   |
| 7 | Lennart Thy           | Zwolle           | 13   |
| 8 | Kaj Sierhuis          | Fortuna Sittard  | 12   |
| 8 | Johan Bakayoko        | PSV Eindhoven    | 12   |
| 8 | Steven Bergwijn       | Ajax             | 12   |
| 8 | Tobias Lauritsen      | Sparta Rotterdam | 12   |